# C.E. Fenger
Carl Emil Fenger (født 9. februar 1814 på Christianshavn, død 21. september 1884) var en dansk læge og politiker, der var finansminister i tre omgange og senere borgmester i København. Han var bror til Johannes Ferdinand, Peter Andreas og Rasmus Theodor Fenger.

## Uddannelse og rejser
Hans fader var sognepræst Rasmus Fenger, og han fødtes på Christianshavn, hvor han besøgte Borgerdydskolen på Christianshavn. Her viste han navnlig glimrende matematiske anlæg, der vakte læreren Svenningsens særlige opmærksomhed, og her fra dimitteredes han 1829, "indkaldt" ligesom sin klassekammerat C.C. Hall. De derefter påbegyndte lægevidenskabelige studier dyrkede han med en usædvanlig frihed og alsidighed og uddannede sig ikke blot ligelig i medicin og kirurgi, men tillige i flere ikke foreskrevne naturvidenskabelige retninger; således fordybede han sig grundig i kemi ved Den polytekniske Læreanstalt. Til trods for denne videre førte videnskabelige uddannelse nøjedes han dog med, 21 år gammel, ved akademiet at underkaste sig den kirurgiske eksamen, men også med udmærkelse (1835). Derefter foretog han i selskab med sin ven og studiefælle C.J.H. Kayser en flerårig studierejse, der først gik til Berlin, hvor han fremdeles dyrkede både medicin og kirurgi hos de derværende lærere, ligesom han trådte i nærmere bekendtskabsforhold til Henrich Steffens. Over Halle rejste han videre til Wien, ved hvis universitet den unge Rokitansky netop den gang skabte den patologiske anatomis glimrende nye æra, og der fra til Zürich, hvor den fra Tyskland bortviste, verdensberømte kliniske professor Schönlein stod i sin største glans. Det blev dog fornemmelig Paris, der fængslede ham. I medicinen herskede her den banebrydende patologisk-anatomiske skole, hvis strengt naturvidenskabelige, logisk-eksakte tendens passede fuldt til Fengers særlige anlæg. Han uddannede sig hos fysiologen Magendie og hos de fremragende klinikere, men særlig dyrkede han den af Pariserskolen stærkt betonede medicinske statistik, for hvis udvikling hans jævnaldrende, Gavarret, netop dengang brød nye baner, og førte disse studier videre i almindelig statistisk og kameralistisk retning. Efter et slutningsophold i England, hvortil den franske skole dengang var overført i reformeret skikkelse, kom han i 1839 tilbage til Danmark.
Året efter habiliterede han sig ved at tage den medicinske licentiatgrad netop ved en statistisk afhandling (om alderens og årstidernes indflydelse på de forskellige sygdomme), der ved sin mønsterværdige udførelse også i udlandet vakte fortjent opmærksomhed. Men kirurgien, for hvilken han også gennem sin farbroder generaldirektør Christian Fenger havde fået særlig interesse, vedblev foreløbig at ligge ham nærmest; i 1840 blev han reservekirurg ved det endnu bestående Kirurgiske Akademi, i 1841 reservekirurg ved Frederiks Hospital. 1842 tog han doktorgraden ved en afhandling om den da epidemiske sårrosen på hospitalernes sygestuer. Og da overkirurgen professor Gundelach Møllers tiltagende sygdom krævede konstitution af en anden kirurg, overtog Fenger i begyndelsen af 1844 denne ansvarsfulde stilling og varetog den i 9 måneder med overordentlig dygtighed, ligesom han samtidig publicerede flere betydningsfulde kirurgiske afhandlinger i tidsskrifterne.
Imidlertid var hans evner kommet til anvendelse ved universitetet, men i en fra kirurgien fjern retning. I 1843 blev han, efter en konkurrence med Adolph Hannover, i hvilken han havde vist sin overlegenhed over denne allerede den gang ansete videnskabsmand både ved sin konkursafhandling og sit foredrag, udnævnt til lektor ved det medicinske fakultet i det specialfag, som dengang gennem medicinen i Paris og Wien havde arbejdet sig frem til dominerende fundamentalbetydning: den patologiske anatomi med dertil knyttet almindelig patologi. Denne udnævnelse betegner et vendepunkt i den danske medicins historie; dermed fik også hos os den gamle, den gang navnlig af O.L. Bang repræsenterede dogmatiske patologi et afgørende knæk, og den nye, strengt naturvidenskabelige retning kom til gyldighed. Både fra universitetets kateder og som meget aktivt medlem af lægeselskabet "Filiatrien", der repræsenterede de nye anskuelser, virkede Fenger energisk og dygtig for lægevidenskabens reform efter de udenlandske impulser, – hvorvel denne teoretiske virksomhed åbenbart i længden ikke tilfredsstillede ham. I 1845 blev han professor extraordinarius, i 1850 ordinarius. Samtidig vedblev han med særlig iver at dyrke den medicinske statistik og offentliggjorde i Det kgl. Medicinske Selskabs skrifter en række omfattende og mønstergyldige afhandlinger, navnlig vedrørende dødelighedsstatistikken. Heller ikke blev han fremmed for sit gamle yndlingsfag kirurgien. Vel mislykkedes en i 1845, efter Gundelach Møllers død, af lægernes unge intelligens iværksat agitation for at få ham til klinisk universitetslærer i kirurgi i stedet for den designerede professor Stein, hvis tarvelige fordannelse man ikke respekterede; men Fenger vedblev at pleje dette specialfag og gav som overkirurg ved militære lazaretter i krigsårene nye prøver på sin dygtighed i så henseende. Også politikken lagde tidlig beslag på ham, og 1849 blev han Folketingsmand i en københavnsk kreds.

## Lægelig karriere
Men medens han altså ikke opnåede at blive fakultetets ledende kirurg, hvad der sikkert ville have været i særlig overensstemmelse med hans tilbøjelighed, åbnede der sig i 1851 en anden udsigt til ny betydningsfuld fakultetsvirksomhed, ligeledes i en retning, der højlig måtte tiltale ham, som var fortrinsvis anlagt til indgribende handling og aktualitet og egentlig ikke til stille, lærd docentvirksomhed fra et patologisk-anatomisk kateder. Han måtte bort fra det døde og til det levende, fra teori til praksis, og dette lykkedes ham, da der i 1851 på Frederiks Hospital oprettedes en ny, til fakultetets kliniske undervisning knyttet medicinsk sygeafdeling, hvis overlæge han blev. Skønt den kliniske medicin ikke tidligere havde hørt til hans særlige hovedfag, gjorde han dog øjeblikkelig epoke i denne virksomhed, der gav ham fuld lejlighed til at udfolde alle sine glimrende evner og skaffede ham både som læge og som klinisk lærer et navn og en autoritet, der stillede ham på en ganske særlig høj og enestående plads i det lille medicinske som i det store samfund.
Hans nye universitetsvirke var dog for så vidt en fortsættelse af hans tidligere, som den gik ud på den praktiske anvendelse ved sygesengen af det, han tidligere teoretisk havde doceret. I skarp modsætning til sin forgænger Bangs hippokratiske, inspiratoriske metode indprentede han sine disciple vigtigheden og nødvendigheden af den nøjagtigste, mest detaillerede undersøgelse af de syge med benyttelse af alle for hånden værende naturvidenskabelige hjælpemidler. Hans kliniske foredrags fængslende form og logiske stringens, hans lige så humane som overlegne ånd samlede om ham en bestandig større skare af beundrende og ivrige disciple, der satte den største ære i at forske skarpsindig og arbejde ihærdig efter mesterens tilskyndelse og forbillede, efter den rationelle naturvidenskabs empirisk-skeptiske, men altid positive forudsætninger. Skønt han lige så lidt som andre aktualitetens store klinikere med forkærlighed sad ved skrivebordet, var han dog i disse sine medicinske glansår tillige litterært virksom, og i det af ham i 1856 udgivne voluminøse bind Hospitalsmeddelelser har han ikke alene samlet værdifulde bidrag fra de forskellige hospitalsafdelinger og hovedsagelig fra sine egne disciple, men selv skrevet flere afhandlinger, der ved deres klarhed, ædruelighed og grundighed udgøre et smukt og karakteristisk litteraturmonument om hans kliniske virke. I 1859 publicerede han end videre i Hospitalstidende en større afhandling, Bidrag til Oplysning om vor Tids therapevtiske Bevægelse, der fremkom som svar på et angreb fra hans fakultetskollega A. Buntzen. Denne stillede sig på det gamle inspiratoriske standpunkt med hensyn til sygebehandling og bebrejdede ham, at han indpodede sine disciple den moderne, alt for kritisk-skeptiske ånd. Fenger gør da udførlig rede for sit standpunkt i en fremstilling, der tør betegnes som ligefrem klassisk og illustrerer forfatteren som en lægepersonlighed af den ædleste art. Det centrale i afhandlingen, der vakte stor opsigt også uden for de medicinske kredse, går ud på, at lægekunsten skal være den "ærlige Kunst, der gav, hvad den selv troede var godt, men ikke gav den en Sten, som bad om Brød".
Fengers overordentlige arbejdskraft og mangesidige evner tillod ham imidlertid at omfatte meget mere end denne i og for sig særdeles betydningsfulde gerning. Vel kunne han ikke fortsætte sin 1849 begyndte Rigsdagsvirksomhed, men måtte efter tiltrædelsen af sin nye stilling i 1852 trække sig tilbage derfra, hvad der ligefrem var sat som en betingelse. Men til gengæld overtog han nu mange andre vigtige offentlige hverv, på dette tidspunkt dog for største delen i nær forbindelse med sin lægevidenskabelige autoritetsstilling. Lige fra Børnehospitalets oprettelse 1850 var han medlem af dettes direktion. Hans levende interesse for veterinærvidenskaben førte ham til 1851 sammen med H.C.B. Bendz at kalde det veterinære sundhedsråd til live og derefter at være et virksomt medlem deraf; samtidig arbejdede han og Bendz på veterinærskolens udvidelse og omorganisation, og han var ligeledes et meget virksomt medlem af den til dette formåls fremme 1854 nedsatte kommission, ligesom han efter den nye Landbohøjskoles oprettelse 1856 blev dennes direktør. 1852 blev han medlem af kommissionen til Blindeinstituttets reorganisation, og fra 1857 var han medlem af dettes bestyrelse. Under koleraepidemien i København 1853 var det ham, der i forening med Emil Hornemann og 4 andre fremragende læger dannede den berømte Lægeforening, som under de officielle myndigheders afmagt tog styret i København og satte epidemien skranker ved effektive, også efter dens ophør fortsatte hygiejniske foranstaltninger. Overhovedet lå de hygiejniske, sygdom forebyggende, bestræbelser ham altid på hjerte og måtte gøre det så meget mere, som han i sin klartskuende skepsis ikke ventede sig særdeles meget af sygdommenes behandling. 1853 blev han medlem af sundhedskollegiet og var her som overalt, hvor han var med, den fornemste ledende kraft.
På mange måder kan Fenger ses som en forløber for folkesundhedsvidenskaben: I den første årgang af Ugeskrift for Læger i 1839 skrev han Om den numeriske Metode, hvor han plæderer for brugen af systematiske, kvantitative opgørelser. Han betonede betydningen af at tælle i stedet for at bruge diffuse ord som "ofte", "sjælden", "adskillige" og "almindelig" i forbindelse med beskrivelse af sygdomme. Han foreslog ligeledes, at der skulle laves epidemiologiske undersøgelser af sygdommenes fordeling på aldersgrupper, køn, forskellige erhverv og sociale klasser, hvilket siden er blevet gængs praksis.

## Politisk karriere
Under hans omfattende arbejde som universitetslærer, hospitalsoverlæge og praktiserende læge, under al hans optagethed af forskellige vigtige og vanskelige reformatoriske opgaver udøvede dog politikken med dens urolige anspænding, dens altid nye intrikate problemer og dens særlige tillokkelser for ærgerrighed og magtudvikling bestandig en stærkt dragende magt over ham. Da der i 1856 blev udskrevet valg til det nye Rigsråd, kunde han derfor heller ikke, til trods for sit få år i forvejen givne afkald på rigsdagsvirksomhed, bekvemme sig til at afslå det tilbudte mandat, og derved unddroges, til den medicinske verdens store beklagelse, en del af hans tid og arbejdskraft fra hospitalet og lægevidenskaben – det område, hvor hans rige, men urolige og meget sammensatte personlighed dog vist udfoldede sig i sin uomtvistet skønneste skikkelse. 3 år efter måtte han fuldstændig afbryde hele sin glimrende lægevidenskabelige bane, ligesom han måtte opgive andre ovenfor nævnte offentlige hverv, i det han fik sæde i regeringen som finansminister – "den anden Gang, en Læge blev Minister i Danmark", som Werlauff i den anledning sagde. Denne stilling indtog han med en kort afbrydelse under det Rotwittske ministerium indtil udgangen af 1863. 1861 indvalgtes han i Rigsdagens Folketing. Den vigtigste sag, han som finansminister gennemførte, var den store Toldrevision af 4. juli 1863. Fenger, som af princip var frihandelsmand, gjorde her af politiske og opportunitetshensyn beskyttelsesinteresserne så store indrømmelser, at hans forslag blev meget stærkt bekæmpet af Frihandelspartiets førere, Alfred Hage og Christian August Broberg, men såvel forslaget selv som den endelig vedtagne lov indeholdt dog et ret betydeligt skridt henimod større frihed for omsætningen. I øvrigt var Fenger som finansminister en dygtig og indsigtsfuld administrator, som strengt og nøjeregnende påså statskassens tarv og derved kom til at støde an imod mange private interesser. Han hævdede også sit spareprincip over for de i disse år ret betydelige krav på forøgelse af militærudgifterne og over for spørgsmålene om revision af lønningslovene i opadgående retning. Herved skabte han sig både nu og senere mange bitre modstandere.
Til trods for hans voksende skepsis med hensyn til lægebehandlingen – vistnok en medvirkende grund til hans forandring af livsstilling – var der dog fremdeles i hans personlighed alt for meget af lægen, til at han rolig kunde kaste broen af efter sig, og han reserverede sig sin universitetsstilling ved en mulig udtræden af regeringen, således at hans vigtige funktioner ved fakultetet og hospitalet foreløbig besørgedes ved konstitution. Denne provisoriske og for den lægevidenskabelige undervisning uheldige tilstand vakte imidlertid misfornøjelse i medicinske kredse, og for første gang blev han i fagpressen genstand for stærke personlige angreb, hvilke dog fremkaldte kraftige moddemonstrationer fra hans mange begejstrede tilhængere. Posten blev også besat, forinden han igen trådte tilbage fra Finansministeriet, og hans egentlige medicinske bane var således definitivt afbrudt, medens han dog under den følgende tids mangesidige og stærkt fremskudte virke fremdeles på flere måder stod i nær berøring med sit gamle videnskabsfag, ja endog gav litterære vidnesbyrd om fortsatte grundige medicinske studier; han genoptog også efterhånden forskellige hverv og stillinger, som han havde opgivet ved sin indtrædelse i regeringen, deriblandt direktørposten for Landbohøjskolen og sædet i sundhedskollegiet.

## Atter finansminister og derefter borgmester
Men det var dog navnlig en overvældende mængde fremskudte stillinger og hverv temmelig fjernt fra hans oprindelige livskald, der i det følgende tidsrum have lagt beslag på hans kæmpemæssige arbejdsevne og alsidige sagkyndighed, og som han alle røgtede med den ham egne uforstyrrelige frejdighed og resoluthed. Først og fremmest var det fremdeles politiske hverv, som optog ham. 1864 fungerede Fenger som direktør i Finansministeriet under ministeriet Monrad og sendtes under fredsforhandlingerne til Wien som finansiel kommissær. I Folketinget øvede Fenger i 2. halvdel af 1860'erne en meget væsentlig indflydelse i alle finansielle spørgsmål, dels på grund af sin ubestridte sagkundskab, dels fordi han i mange af de spørgsmål, som hørte ind under hans område, stod Venstre nær. Fra 1861-1876 var han atter Folketingsmand. Som sager, på hvilke han i denne periode øvede særlig stor indflydelse, kan nævnes Hærlovsrevisionen af 6. juli 1867, loven om Demarkationslinjens opgivelse af samme dato og Indkomstskatteloven af 1867. 1870-72 var han for 3. gang finansminister. Hans virksomhed her satte sig dog på grund af de vanskeligere partiforhold ikke så betydelige frugter som tidligere, og da han februar 1872 kom i uoverensstemmelse med Folketinget i spørgsmålet om opkrævningen af den sidste del af den overordentlige indkomstskat, trådte han tilbage. 1868-73 havde han sæde i Københavns Borgerrepræsentation og greb mægtig ind i hovedstadens store udvikling i dette tidsrum. End mere fremtrædende blev hans indflydelse på kommunens anliggender, da han 1875 blev borgmester for Magistratens 2. afdeling, altså netop for den del af den kommunale forvaltning, hvori han besad særlig autoritet (finans- og hospitalsvæsenet). Hans utrættede virkeevne skyldes det fornemmelig, at København fik indrettet offentlige slagtehuse, at særlige epidemihospitaler (Blegdams- og Øresundshospitalet) opførtes, at Sct. Hans Hospital modtog en betydelig udvidelse, og at den vigtige sygeplejereform på Kommunehospitalet gennemførtes. Men fuldt var han dog ikke mere i besiddelse af sin gamle kraft, sin uantastelige overlegenhed og klarhed, og ubetinget heldig var han derfor ikke i denne sin sidste magtstilling. En vis ensidig tankegang og mangel på kritik, som var påfaldende i forhold til hans øvrige evner, men som af og til havde ladet sig mærke, trådte nu mere i forgrunden. Den såkaldte "blandede afdeling" (blandet medicinsk og kirurgisk belægning af sygestuer), som han imod andre fremragende sagkyndiges bestemte protest ved sin store autoritet lige over for almenheden fik gennemført på Kommunehospitalet, viste sig alt andet end heldig og måtte annulleres af ham selv. Som formand i den vigtige kommission angående Frederiks Hospitals og Fødselsstiftelsens flytning i 1881 kom han ligeledes til et resultat, der vel i øjeblikket vandt hævd ved hans endnu bevarede autoritet, men som tydelig var forfejlet. Dertil kom ved samme tid alvorlige uheld og fejltagelser i selve hans kommunale administration, og de talrige uvenner, hans determinerede og ofte hensynsløse færd i hans forskellige ledende stillinger efterhånden havde skaffet ham, faldt nu, da hans tidligere overlegne kraft begyndte at svigte, over ham og forbitrede hans dage. Yderligere bøjedes han ved tabet af sin hustru, Ida Louise Fenger Plockross, datter af lysfabrikant, kaptajn Nicolai Christian Plockross (hun var født 1827, blev gift 1846 og døde 12. december 1882), svagelighedstilfælde stødte til, og efter at han 1883 havde taget sin afsked fra Magistraten, døde han 21. september 1884.
Det er en selvfølge, at en stilling og virksomhed så fremskudt som hans skaffede ham et rigeligt mål af officielle udmærkelser. 1858 blev han etatsråd. Ved udtrædelsen af ministeriet blev han 1864 Kommandør af Dannebrog og fik senere forskellige udenlandske ordener. 1866 blev han gehejmeetatsråd, 1873 Storkors af Dannebrog.